# 縦割り行政
縦割り行政（たてわりぎょうせい）とは、行政機関における、業務内容が重複しているなどの不合理な役割分担。また、各省庁の過剰な管轄意識によって行政サービスが非効率に陥る問題。行政機関ごとに制定される法令の重複や矛盾あるいは包括的な情報収集が困難になるなどの弊害を含む。

## 概要
省庁間や部署間の連携が欠けるため、上下（省庁や部署内）の関係はあっても横（省庁や部署間）のつながりに欠け、国では各省庁、自治体では各部局での施策の違いもあり足並みが揃わず、国民や一般市民の視点からは、無駄やはなはだ効率の悪いものとし、また役割の違いが理解されにくいものとして目に映る。あるいは、しばしば他の省庁の許認可を得るために時間のロスが発生する。役人は他部署からの介入は、自身の権限を奪われる事と考える傾向にある。
身近な例として幼稚園と保育所の場合、幼稚園は学校教育法に基づき文部科学省が管轄し、保育所は児童福祉法に基づき厚生労働省が管轄するが、根拠になる法律が異なるため、子供を預け、集団で生活をさせるための施設として幼稚園・保育所が近接することが多い（しかし、各施設の役割は異なる。幼保一元化問題も参照されたい）。しかも、幼稚園教諭の免許で保育所に保育士として勤務できず、同様に保育士の資格では幼稚園に幼稚園教諭として勤務できず、免許制度も異なっている。縦割り解消のためこども家庭庁が設立されたが一部は集約できていない。
理容師と美容師は、同じ厚生労働省の管轄で「顧客の髪の毛を切る」業務にも関わらず、違う法令の免許制度である。俗に「理美容師」とも呼ばれている。
県庁と市役所（特に都道府県庁所在地）を混在し、たとえば、戸籍に関する諸手続（出生届など）は各市町村の役所でしか行わず、県庁では同様の手続きは行われないため、市役所が県庁より遠い場合であっても面倒をかけることになるため、冗長性を欠いている。
また県知事と県庁所在地の市長を、または内閣総理大臣（日本の行政府の長）と東京都知事（日本の首都の行政府の長）を同列に見てしまうケースがあり、法や行政に疎い市民からは同じようなものに映ることがままある（この場合、「国全体」と「首都（東京都）」を同列に見られ、「東京都の機関」があたかも「国の機関」であるかように見られることになるが、国と都では、管轄する範囲が大きく異なる）。
工事に関する事例として、同じ場所での工事が他部署で別箇の事業のため、一度で済ませられる工事を何度にも分け行われたりする。これは工事期間や予算の付く時期の違いやそのためから来る受注業者の違いなども関係し、非効率なものとなる。また、農林水産省の下水道や農道に平行し、国土交通省の下水道や国道が敷設されている例などもある。
住宅に関する事例として、UR賃貸住宅（旧公団住宅、国土交通省所管の独立行政法人都市再生機構が運営）のすぐそばに、雇用促進住宅（厚生労働省所管の独立行政法人高齢・障害・求職者雇用支援機構が設置、一般財団法人雇用振興協会に運営委託）が建ち、ともに多くの空室を抱えている場合がある（しかし各住宅の役割は異なる）。
逆に、一つの物事について省庁間の役割が曖昧になるケースもある。例えば、公園の遊具で事故があった場合、対策改善は「教育を所管する文部科学省」「安全を司る厚生労働省」「製品規格を規制する経済産業省」「建設設置を行った国土交通省」がそれぞれ別個に行うことになり、責任が多方向へ分散されるため、各省庁で負うべき責任が曖昧になる。道路行政でも、「道路建設は旧建設省（現:国土交通省道路局）」「運輸業界への監督は旧運輸省（現:国土交通省自動車局）」「交通規制は警察庁・都道府県警察」「自動車生産・育成は通商産業省（現:経済産業省）」である。また、感染症対策については内閣官房と厚労省に分散し、ワクチン接種担当閣僚も設置されている。
かつての日本軍の陸軍と海軍の関係も同様に、太平洋戦争中は「陸海内ニ争ヒ、余力ヲ以テ米英ト戦フ」と表現されるほどであり、陸軍が潜水艦（三式潜航輸送艇）を保有した例などがあった。
イタリアの警察は所属の異なる複数の機関が、重複する分野を管轄するなど複雑である。